# Walgau
De Walgau is een 20 kilometer lange vallei gevormd door de rivier de Ill in het zuidelijke deel van de Oostenrijkse staat Vorarlberg. Het dichtbevolkte gebied vormt samen met de stad Bludenz een agglomeratie in het anders vrij dunbevolkte zuiden van Vorarlberg. In het westen grenst de Walgau aan de stad Feldkirch in de nog dichterbevolkte Vorarlbergse Rijnvallei.

## Geografie
De vallei is een zijvallei van het Rijndal. Het begint stroomafwaarts bij Bludenz en eindigt in de Felsenau voor Feldkirch. Het wordt begrensd in het zuiden door de Rätikon en in het noorden door de Walserkamm. Met 48.095 inwoners is het na het Rijndal het dal met de grootste populatie in Vorarlberg. De Ill stroomt door de brede vallei met laaglandbossen. 
De waterkracht van de rivier wordt gebruikt in de Walgaufabriek nabij Nenzing. Er zijn ook twee waterkrachtcentrales aan de rivier de Lutz in de gemeenten Ludesch en Bludesch.

## Geschiedenis
De Walgau was al in de Neolithische periode bevolkt vanwege de gunstige klimatologische omstandigheden en de relatief hoge veiligheid door de afscheiding van het gebied. Van 1805 tot 1814 behoorde de Walgau tot het Koninkrijk Beieren, en vanaf 1814 tot het Keizerrijk Oostenrijk. Bij de reorganisatie van de Vorarlbergse rechtszaken in 1806 was de Boven-Walgau ondergeschikt aan het nieuw geïnstalleerde Landgericht Sonnenberg, gevestigd in Bludenz. De Walgau was van 1945 tot 1955 onderdeel van het Franse bezettingsgebied in Oostenrijk.